# Pseudaletis
Pseudaletis is een geslacht van vlinders van de familie van de Lycaenidae. De soorten van dit geslacht komen in tropisch Afrika voor.

## Soorten
- Pseudaletis abriana Libert, 2007
- Pseudaletis agrippina Druce, 1888
- Pseudaletis antimachus (Staudinger, 1887)
- Pseudaletis arrhon Druce, 1913
- Pseudaletis barnetti Collins & Libert, 2013
- Pseudaletis batesi Druce, 1910
- Pseudaletis bouyeri Collins & Libert, 2007
- Pseudaletis busoga van Someren, 1939
- Pseudaletis camarensis Collins & Libert, 2007
- Pseudaletis catori Bethune-Baker, 1926
- Pseudaletis clymenus (Druce, 1885)
- Pseudaletis congoensis Bouyer, 2014
- Pseudaletis cornesi Collins & Libert, 2007
- Pseudaletis dolieri Collins & Libert, 2007
- Pseudaletis ducarmei Libert, 2007
- Pseudaletis ginettae Bouyer, 2014
- Pseudaletis jolyana Libert, 2007
- Pseudaletis leonis (Staudinger, 1888)
- Pseudaletis lusambo Stempffer, 1961
- Pseudaletis malangi Collins & Larsen, 1995
- Pseudaletis mazanguli Neave, 1910
- Pseudaletis melissae Collins & Libert, 2007
- Pseudaletis michelae Libert, 2007
- Pseudaletis noellae Bouyer, 2014
- Pseudaletis richardi Stempffer, 1953
- Pseudaletis taeniata Libert, 2007
- Pseudaletis zebra Holland, 1891